# La Moncaina

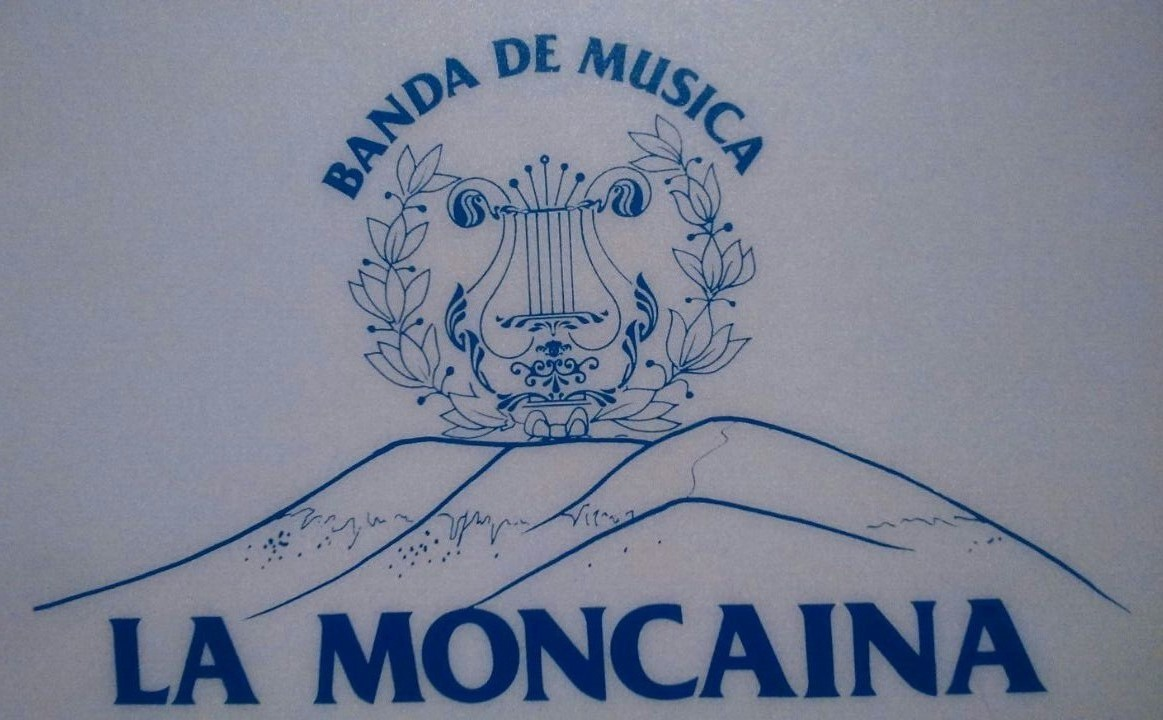
Icono de la banda de música La Moncaina

La Moncaina es una banda de música originaria de San Martín de la Virgen de Moncayo, situado en la falda septentrional del Moncayo y a la derecha del río Queiles, en la comarca de Tarazona y el Moncayo,y perteneciente a la provincia de Zaragoza.

## Historia
Los primeros datos que existen de esta banda son del año 1853, con la colaboración del párroco del pueblo D. Juan Bernardo Gallel y otros pastores que ya tocaban flautas sin apenas conocimientos musicales y construidas por ellos mismos.

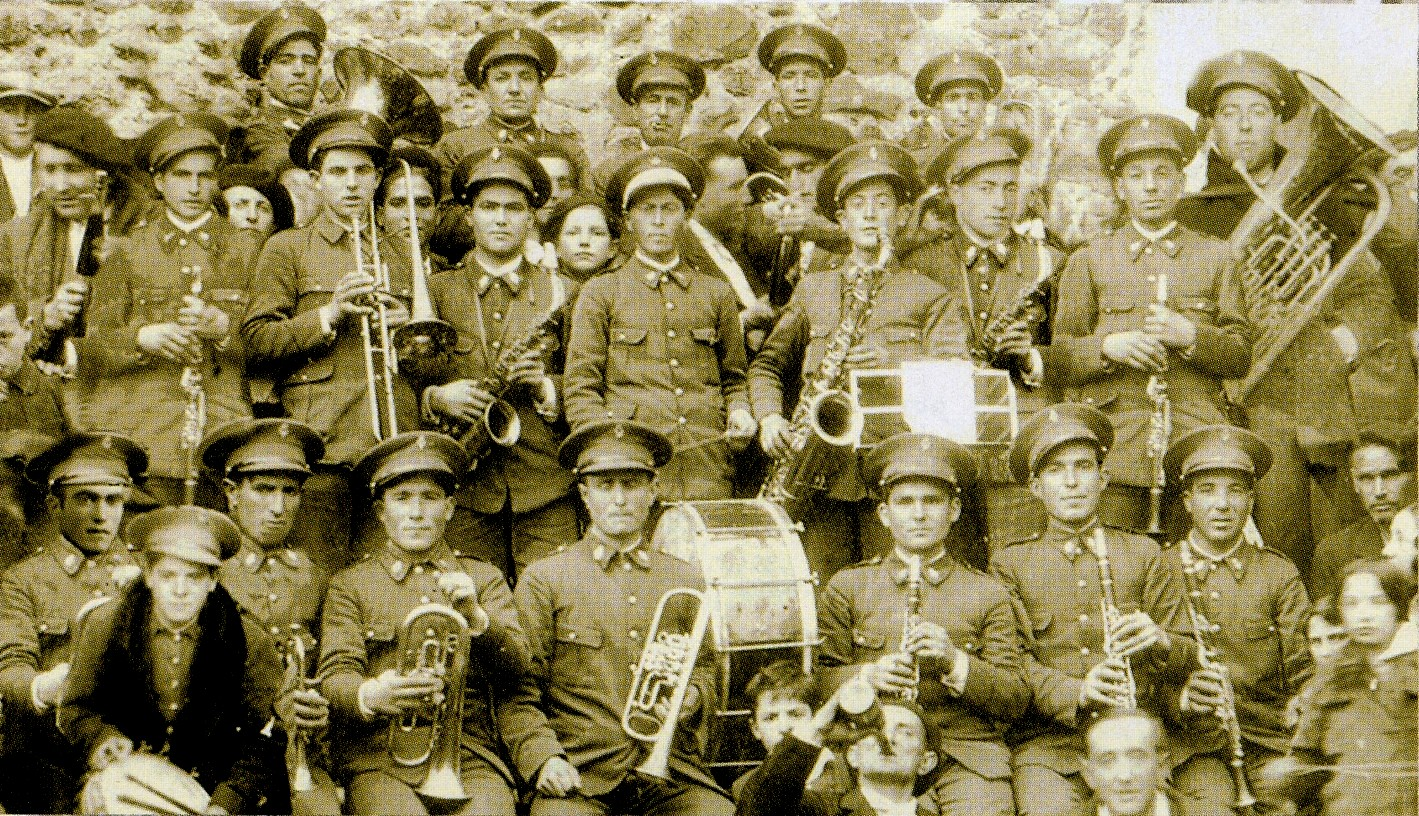
La Moncaina en 1932

Una de las primeras actuaciones fue el 14 de septiembre de 1884: dicho día se tocó por primera vez en la parroquia del pueblo, cuya misa fue dedicada y regalada a la Cofradía del Santísimo Cristo de la Misericordia.

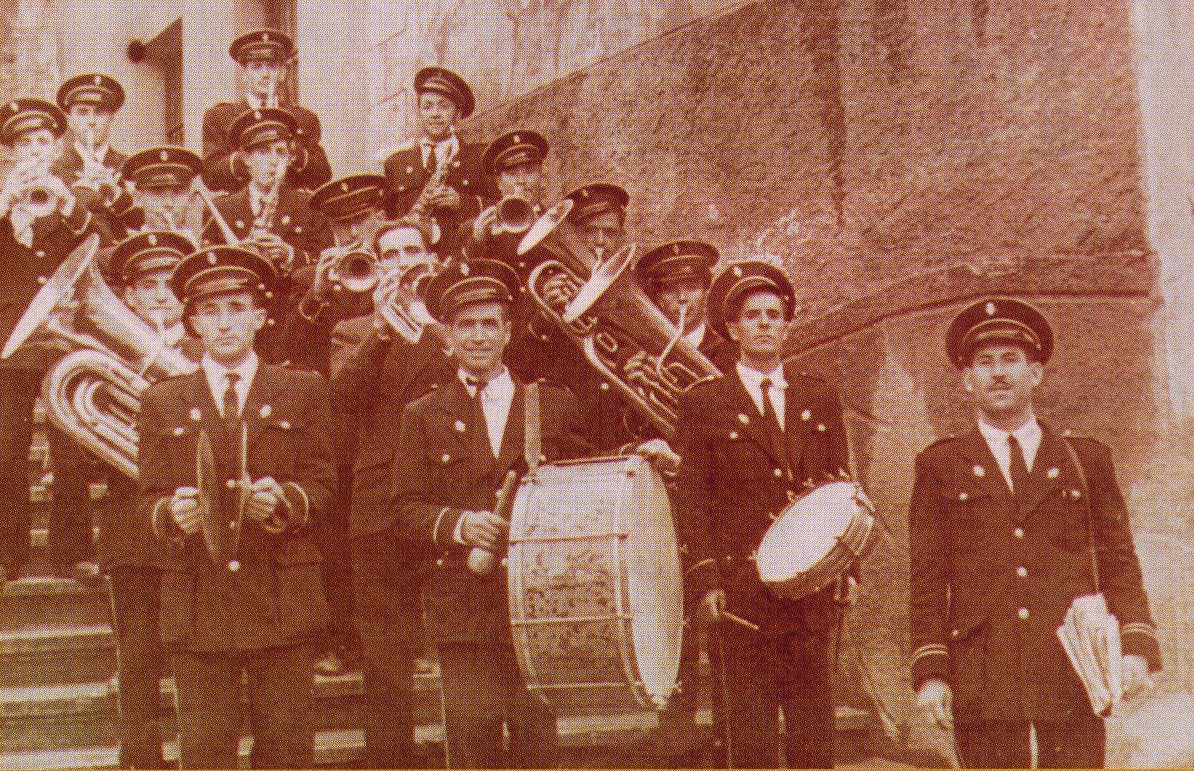
La Moncaina en 1953

En 1930 el matrimonio formado por D. Salvador Gómez Sánchez y Consuelo Roxas (procedente de Filipinas), dio un fuerte empujón a la banda dotándola de formación profesional (su hija Paquita Gómez da clases de música a los componentes de la banda y a todo aquel que quiera), así como de partituras, uniformes e instrumentos

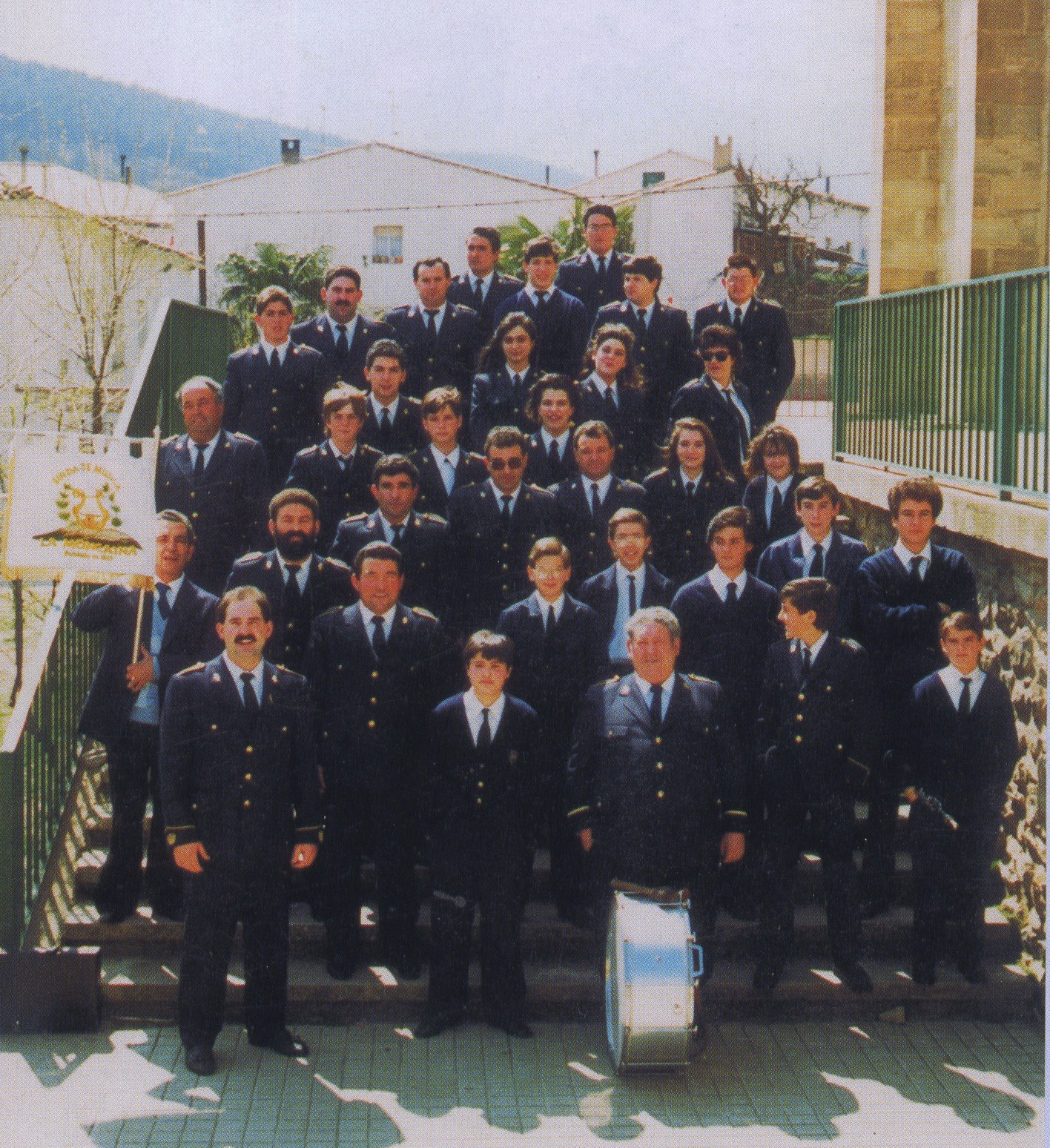
La Moncaina en 1990

En 1933 bajo la dirección de D. Sixto Jiménez, se obtiene el primer premio en el Concurso de Bandas de Tarazona, triunfo repetido al año siguiente, por lo que podemos decir que esta fue una de las etapas más florecientes, se dieron a conocer tocando por pueblos de la comarca y la provincia de Soria.

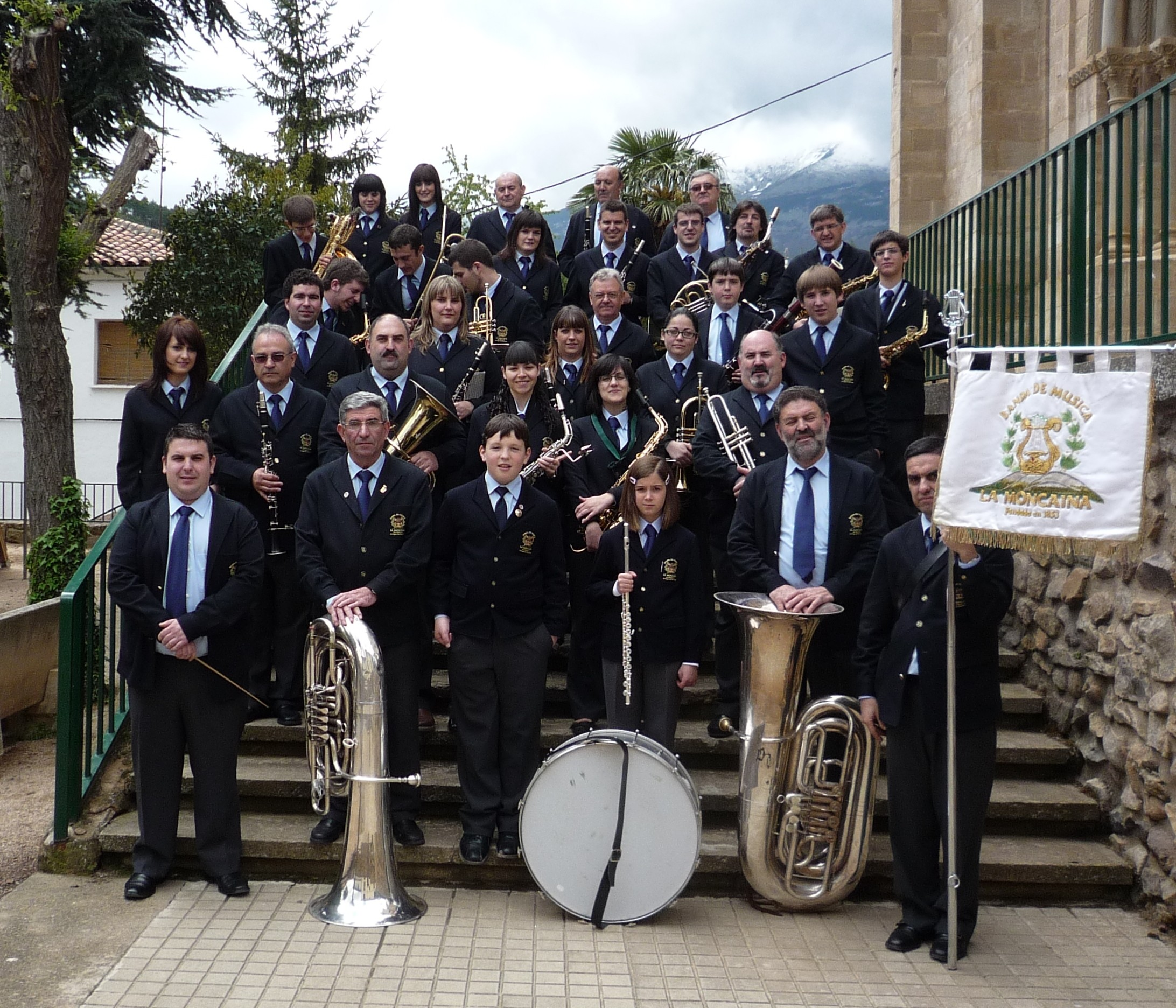
La Moncaina en 2010

D. Cecilio Lamata Martínez, el cual se hizo cargo de la banda en 1953, fue uno de los directores que más tiempo e ilusión puso en esta agrupación musical, es en los años 70 cuando la agrupación pasaba por los peores momentos, quedando solo 8 músicos y temiendo su desaparición por falta de recursos económicos pero gracias al esfuerzo de este director así como de los 8 músicos, las gentes del pueblo preocupadas por lo que podía ser la pérdida de la que durante tiempo había sido su banda, se logra salir adelante.
La formación empieza a consolidarse de nuevo a partir de 1977 con el ingreso en la banda de 10 jóvenes del pueblo y el acuerdo con el Ayuntamiento del pueblo del pago por las actuaciones que se hacían en dicho lugar.
El 24 de octubre de 1998, con el motivo del 145 aniversario de su fundación se celebra la 1ª Concentración de Bandas de Música, en cuyo encuentro participa las bandas de Delicias(Zaragoza), Cascante(Navarra), Aljaferia(Zaragoza), Tarazona y San Martín.
En 2003 con motivo del 150 aniversario de su fundación se celebraron numerosas actividades como conciertos, viajes, homenaje a los excomponentes de la banda, 2º Encuentro de Bandas, edición de un libro con la historia de la banda, etc.

## Directores
| Nombre del director          | Año         |
| ---------------------------- | ----------- |
| D. Ángel García              | 1900-1920   |
| D. Emilio Hernández          | 1920-1932   |
| D. Sixto Jiménez             | 1932-1940   |
| D. Heliodoro Serrano         | 1940-1953   |
| D. Cecilio Lamata Gómez      | 1953-1985   |
| D. Mariano Hernández Magaña  | 1985-1990   |
| D. Francisco J. Lamata Gómez | 1990 - 2019 |
| D. José Luis Albalate        | 2019        |

## En la actualidad
Hoy en día es una banda municipal que cuenta con la ayuda del ayuntamiento del pueblo y numerosos socios colaboradores, está formada por 53 músicos de todas las edades, además cuenta con una escuela de música donde los alumnos reciben clases de solfeo y se les inicia en el aprendizaje de un instrumento (viento madera, viento metal o percusión) con el fin de formar a los futuros componentes de la banda, algunos de ellos completan sus estudios en Conservatorios de música cercanos, como el de Tarazona, Soria o Zaragoza.

### Actuaciones
La banda actúa regularmente en numerosos pueblos de la provincia de Zaragoza, participando en el programa de Bandas en marcha de la Excma. D.P.Z. y en todos los actos programados a lo largo del año en su pueblo:
- Concierto de Navidad.
- Concierto de Verano.
- Romerías al Moncayo;[2] de subida de la virgen al Santuario de Moncayo(finales de junio) y bajada(finales de agosto).
- Procesiones de Semana Santa.
- Fiestas patronales (septiembre); compuestas por dianas , pasacalles, procesiones, Concierto Homenaje a la Tercera Edad...
- Fiesta de La Cruz (mayo) .
- Fiesta del Patrón del pueblo de San Martín (noviembre).

La banda lleva actualmente 162 años ininterrumpidos desde su consolidación como banda, coronándose así como una de las más viejas de Aragón.